# Centro de Cultura Cidade de Ponta Grossa
O Centro de Cultura Cidade de Ponta Grossa é um espaço cultural para exposições e produções artísticas, na cidade de Ponta Grossa, no estado do Paraná, Brasil. O centro foi criado em 28 de agosto de 1986 e inaugurado em 15 de setembro de 1988.
O "Centro de Cultura é um espaço destinado as manifestações" culturais, possuindo um auditório de 176 lugares - nomeada Sala Avelino Vieira e hoje utilizada como auditório da TV Educativa de Ponta Grossa e uma galeria de arte para exposições – a Galeria João Pilarski. Ao seu redor, o centro ainda conta com uma praça que pode ser usadas para eventos.
Desde de outubro de 2007, também está instalado no prédio a Pinacoteca Cidade de Ponta Grossa. A pinacoteca conta com obras do acervo da Secretaria Municipal de Cultura, somadas às obras reunidas pela artista plástica Margareth Giostri em seu projeto ‘Ponta Grossa: Onde o passado e o presente estão presentes’. O objetivo da Prefeitura de Ponta Grossa é construir, sem data definida, uma sede própria para a Pinacoteca.

## O prédio
O prédio, antiga residência de Amando Cypriano da Cunha, construído por volta de 1907, abrigou o então Ginásio Regente Feijó - primeiro da cidade - desde 1927. Depois passou para o funcionamento do Instituto de Educação César Prieto Martinez até 1984.
A prefeitura de Ponta Grossa solicitou doação do imóvel do Governo Estadual e num processo de recuperação e restabeleceu as características da época em que foi construído.